# Halland Britton

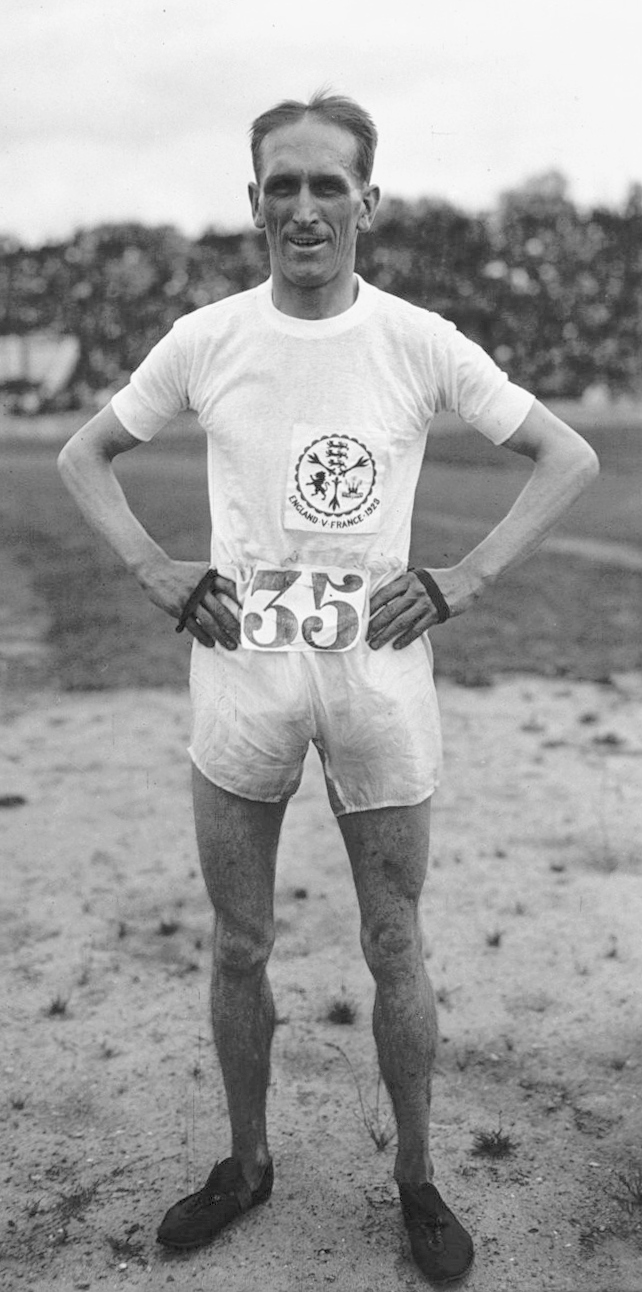
Halland Britton, 1923

Halland Britton (* 18. Februar 1890 in Derby, Derbyshire; † 11. Februar 1975 in Coventry) war ein britischer Langstreckenläufer.
Bei den Olympischen Spielen 1924 in Paris wurde er Sechster über 10.000 m.
1921, 1922 und 1924 wurde er Englischer Meister über zehn Meilen.

## Persönliche Bestzeiten
- 5000 m: 15:15,0 min, 29. Juli 1923, Paris
- 10.000 m: 32:06,0 min, 6. Juli 1924, Colombes